# Vijay Kumar Patodi
 (août 2025).
Motif : manque de sources secondaires centrées
- Archive Wikiwix
- Bing
- Cairn
- DuckDuckGo
- E. Universalis
- Gallica
- Google
- G. Books
- G. News
- G. Scholar
- Persée
- Qwant
- (zh) Baidu
- (ru) Yandex
- (wd) trouver des œuvres sur Wikidata

| 1. | Préciser le motif de la pose du bandeau. | Précisez le motif de la pose du bandeau en utilisant la syntaxe suivante : {{admissibilité à vérifier\|date=août 2025\|motif=remplacez ce texte par le motif}}                          |
| 2. | Informer les utilisateurs concernés.     | Pensez à avertir le créateur de l'article, par exemple, en insérant le code ci-dessous sur sa page de discussion : {{subst:avertissement admissibilité à vérifier\|Vijay Kumar Patodi}} |

Vijay Kumar Patodi, né le 12 mars 1945 à Cuna dans l'État du Madhya Pradesh et mort le 21 décembre 1976 à Bombay dans le Maharashtra, est un mathématicien indien connu pour ses contributions fondamentales à la géométrie différentielle et à la topologie. Il fut le premier mathématicien à appliquer le formalisme de l'équation de la chaleur à la démonstration du théorème de l'indice pour les opérateurs elliptiques.

## Biographie
Après sa scolarité à Guna, Vijay Patodi entre à l'université Vikram à Ujjain, puis à l'université hindoue de Bénarès où il obtient sa maîtrise en mathématiques  en 1966. En 1967, il rejoint le Tata Institute of Fundamental Research à Bombay où, sous la direction de M. S. Narasimhan et S. Ramanan, il soutient en 1971 sa célèbre thèse sur l'équation de la chaleur et l'indice des opérateurs elliptiques. Entre 1971 et 1973, il est chercheur associé à l'Institute for Advanced Study de Princeton où il travaille sous la direction de Michael Atiyah et collabore également avec Isadore Singer (au MIT) et Raoul Bott. De retour à l'Institut Tata, il est nommé professeur associé en 1973, puis professeur titulaire en 1976 à l'âge de trente ans. Cependant sa santé, qui l'avait déjà affecté pendant ses études, se détériore et il décède à l'âge de 31 ans, à la suite de complications avant une intervention chirurgicale pour une greffe de rein.

## Œuvre mathématique
Le cœur de l’œuvre mathématique, qu'il développera par la suite dans ses travaux en collaboration avec Atiyah et Singer, se trouve déjà contenu en germe dans sa thèse. Elle donnera lieu à la publication de deux articles dans le Journal of Differential Geometry. Il y utilise pour la première fois le formalisme de l'équation de la chaleur pour démontrer le théorème de l'indice de Atiyah-Singer.
Au cours des trois années qu'il passe à Princeton, il travaille avec Atiyah et Singer et le fruit de leur collaboration donnera lieu à la publication d’une série d'articles dans lesquels ils définissent l’invariant η (ou invariant d’Atiyah-Patodi-Singer), qui sera amené à jouer un rôle majeur dans les progrès ultérieurs de la recherche dans ce domaine au cours de la décennie suivante,,.
Dans d'autres travaux ils s'intéresse aux liens entre les structures riemanniennes et les triangulations des variétés compactes. Il a aussi établi une formule combinatoire pour les classes de Pontryagin
.